# Bismarckstrasse
För tunnelbanestationen, se Bismarckstrasse (Berlins tunnelbana).

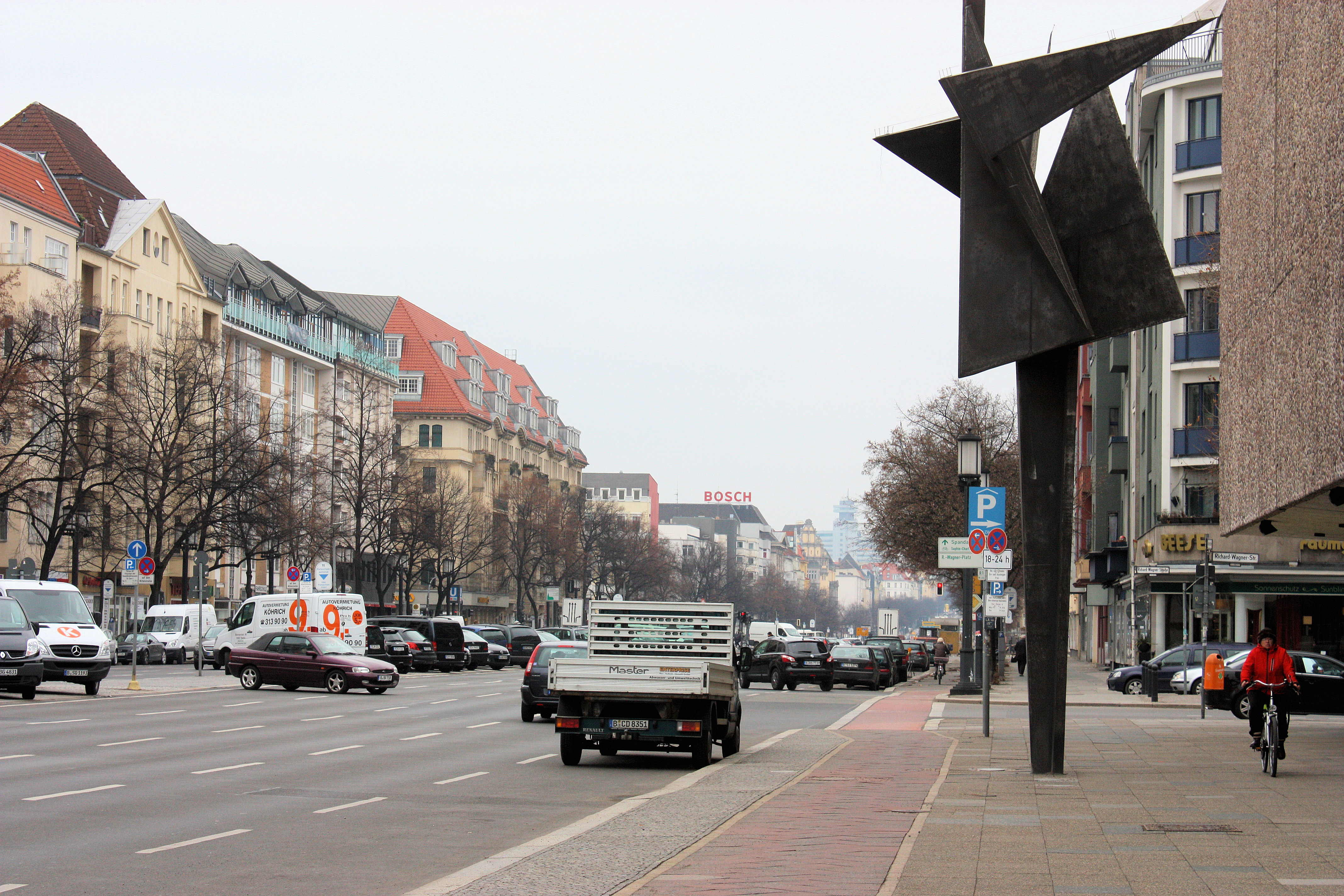
Bismarckstrasse

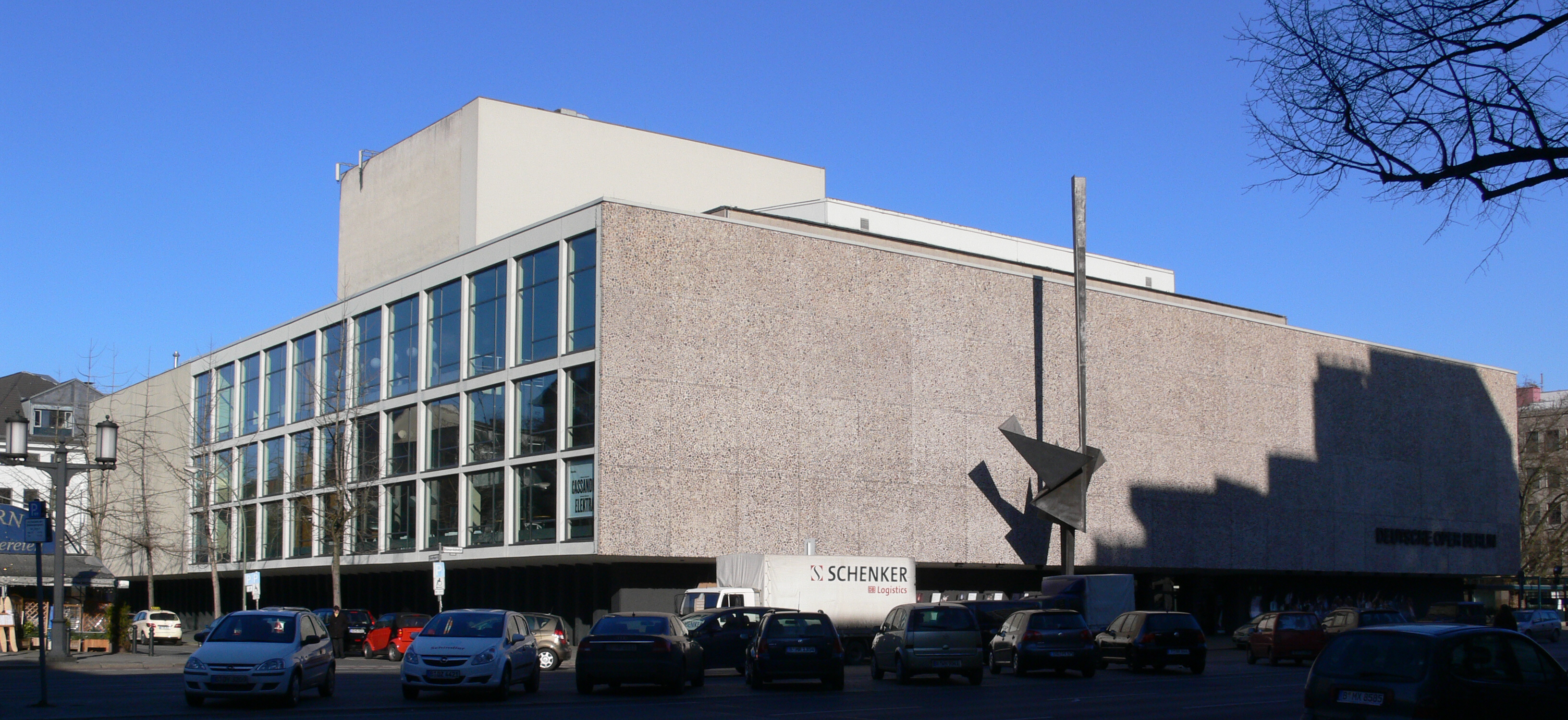
Deutsche Oper Berlin

Bismarckstrasse (tysk stavning: Bismarckstraße), är en omkring 1,5 kilometer lång huvudgata i västra Berlin som sammanbinder torgen Sophie-Charlotte-Platz och Ernst-Reuter-Platz. Gatan är del av den stora rätlinjiga öst-västliga genomfartsleden Bundesstrasse 2/5 som sammanbinder Berlins centrum med Spandau. I väster övergår gatan i Kaiserdamm och i öster i Strasse des 17. Juni.
Gatan fick sitt nuvarande namn 1867 då den döptes efter den preussiske kanslern Otto von Bismarck. I början av 1900-talet breddades gatan till en paradgata enligt mönster efter Paris boulevarder.
Till de mest kända byggnaderna vid gatan hör Deutsche Oper Berlin.
Tunnelbanelinjen U2 löper under gatan längs hela dess sträckning, med stationerna Ernst-Reuter-Platz, Deutsche Oper, Bismarckstrasse och Sophie-Charlotte-Platz.